# Dolni Čiflik
Dolni Čiflik (in bulgaro Долни чифлик?) è un comune bulgaro situato nella regione di Varna di 20 677 abitanti (dati 2009). La sede comunale è nella località omonima.

## Località
Il comune è formato dall'insieme delle seguenti località:
- Bulair
- Bărdarevo
- Detelina
- Dolni Čiflik (sede comunale)
- Golica
- Goren Čiflik
- Grozdjovo
- Junec
- Krivini
- Nova Šipka
- Novo Orjahovo
- Pčelnik
- Rudnik
- Škorpilovci
- Solnik
- Staro Orjahovo
- Venelin